# Typhlodromips ariri
Typhlodromips ariri är en spindeldjursart som beskrevs av Gondim Jr. och Moraes 200. Typhlodromips ariri ingår i släktet Typhlodromips och familjen Phytoseiidae. Inga underarter finns listade i Catalogue of Life.